# Monthieux

Monthieux este o comună în departamentul Ain din estul Franței.